# ペイロサウルス
ペイロサウルス（学名：Peirosaurus）は、後期白亜紀の後期マーストリヒチアン期に生息した、絶滅したペイロサウルス科に属するワニ形類の属。ブラジル南部のミナスジェライス州で化石が産出しており、タイプ種Peirosaurus torminniのみを含む単型の属である。また、本属はペイロサウルス科のタイプ属でもある。

## 発見
ペイロサウルスのホロタイプ標本DGM 433-Rは断片的な頭蓋骨（5本の歯を持つ左前上顎骨・単離した上顎骨・歯骨・左眼瞼骨）と部分的な体骨格（尺骨・橈骨・左恥骨および坐骨・複数の仙椎前椎骨・1個の尾椎・肋骨・血道弓・皮骨板）が保存されている。本標本はバウル層群のSerra da Galga層から産出したものであり、ブラジルのミナスジェライス州のウベラバ郡付近のPeirópolisサイトのPrice Quarry 3にてLlewellyn Ivor Priceにより1947年から1949年の間に回収された。産出層準の層序年代は上部白亜系のマーストリヒチアンであり、約6800万年前から約6600万年前にあたる。
アルゼンチンのBajo de la Carpa層からも産出した1個の頭蓋骨と椎骨や皮骨板といった複数の体骨格要素や、同国のAnacleto層から産出したもう1個の頭蓋骨とプレパレーションがまだ行われていない複数の体骨格もまた、Gasparini et al.  (1991)やChiappe and Fernandez (1991)およびPraderio et al. (2008)でそれぞれペイロサウルス属に分類された。しかしMartinelli et al. (2012)は、ブラジル産ホロタイプイプ標本とアルゼンチン産標本とを結びつける形質状態が他のペイロサウルス科の種や他の中正鰐類にも共有されていると結論付けた。Martinelli et al. (2012)はアルゼンチン産標本を新属ガスパリニスクスに再分類した。また2属間で重複している部位が前上顎骨と歯列しかないものの、幅広で丸みを帯びた吻部、前後に短い前上顎骨、縮小したperinareal fossa、前上顎骨歯の短い歯隙といった特徴に基づき、ガスパリニスクスをペイロサウルスから区別できるとした。このため、既知のペイロサウルスの化石はホロタイプ標本のみとなる。

## 特徴
ペイロサウルスはある程度の異歯性を示す剣状(ziphodont)の歯列を持ち、前上顎骨歯が円錐形、上顎骨歯と後側の下顎骨歯が鋸歯を持つ。吻部は外側に薄く、肥大化した下顎の歯を収納するための溝が上顎骨と前上顎骨との間に存在する。上顎骨には楔型の前側突起が存在する。外鼻孔は僅かに前側に向いており、前側に突出する。背部の皮骨板は薄く、また長軸方向の低いキールを持つ一方、腹部の皮骨板はより小型で、そうしたキールを持たない。
ペイロサウルスはウベラバ郡付近の産地で発見された近縁属のウベラバスクスとの間で多数の形質を共有している。共通する形質には、同様の歯のサイズパターンや、上顎骨に存在する大型の突起がある。これらの属を識別する差異としては、吻部が幅広なペイロサウルスに比べてウベラバスクスの吻部が左右に狭い点がある。しかし、ペイロサウルスのホロタイプ標本には吻部が保存されていない。吻部を保存しているMOZ 1750 PV がペイロサウルス属から除外されたため、ペイロサウルスとウベラバスクスはシノニムである可能性がある。
ペイロサウルスの前上顎骨や歯列の多数の特徴はペイロサウルス科や中正鰐類の間に広く見られるが、そのうち幾つかはウベラバスクスとのみ共通しており、他のペイロサウルス科の属種に見られないものもある。これらの特徴の例としては、比較的前後に長い前上顎骨、前上顎骨において強く前内側に向いた長い背内側突起、鼻周辺のperinarial fossaの明瞭でかつ上昇した縁がある。その一方で、2属の間では背部の皮骨板の相対的な厚さが異なるほか、ペイロサウルスにおいて最前部の前上顎骨歯で鋸歯を持つ近心のカリナが存在しないことといった差異がある。しかし、これらの形質の差異は小さく、分類の区別において有意であるとは限らない。ペイロサウルスとウベラバスクスの2属の体骨格自体は知られているものの、2012年時点で正式に記載されていないため、有効な分類群として暫定的に考えられている。